# Максуел Тейлър
Максуел Девънпорт Тейлър (на англ. – Maxwell Davenport Taylor) е американски военачалник и политик, генерал от армията на САЩ по време на Втората световна война и Корейската война.
След излизането му в запас става дипломат от кариерата. Участник в Десанта в Нормандия на 6 юни 1944 година и Операция „Маркет-Гардън“ през септември същата година.